# Петровськ (Саратовська область)
Петро́вськ — місто (з 1780) в Росії, муніципальне утворення зі статусом міського поселення у складі Петровського муніципального району Саратовської області, на території якого також розташовані органи місцевого самоврядування Балашовського муніципального району.
Населення — 30 147 чоловік.

## Географія
Розташований на Приволзькій височині, на берегах річки Медведиця, за 104 км на північний захід від Саратова, на залізничній лінії Аткарськ — Сінна Приволзької залізниці, поряд з автомобільною дорогою Саратов — Пенза, за 12 км від кордону з Пензенською областю. Залізнична станція іменується Петровськ-Саратовський, щоб уникнути плутанини з однойменними населеними пунктами в Читинській і Ярославській областях. На південній околиці міста раніше існував військовий аеродром Петровськ (наприкінці 1990-х покинутий і частково демонтований).

## Історія
Петровськ — старовинне купецьке місто, засноване за іменним указом Петра Першого в 1698 році для охорони краю від набігів кримських татар, а також "щоб надалі в обхідні міста … вольні люди не приходили і розорення ніякого не чинили … ". За переказами, засновник особисто побував у місті в 1707 році.
Будівництво фортеці Петровськ мало велике значення для свого часу, оскільки з Саратова через Аткарськ і Пензу лежав сухопутний тракт з Царицина на Москву, а малозаселені берега Ведмедиці рясніли розбійницькими зграями, які грабували проїжджали по тракту. Від Петровська починалася укріплена сторожова лінія зі слободами.
Сама фортеця мала 4-кутну форму, була обнесена подвійними дубовими стінами з 8-ма критими тесом вежами. Усередині фортеці знаходилися собор Петра і Павла, хоромні будови для воєводи, стайні, архів, комори.
З 1780 року — повітове місто Саратовської губернії.
23 липня 1928 року місто стає центром Петровського району Саратовського округу Нижньо-Волзького краю (з 1936 року в складі Саратовської області).

## Промисловість
Найбільші підприємства: електромеханічний завод «Молот» (виробництво приладів для суднобудування і товарів широкого вжитку), Петровський завод автозапчастин АМО ЗІЛ, газотранспортне підприємство Петровське ЛПУ, хлібозавод «Колос».

## Пам'ятки

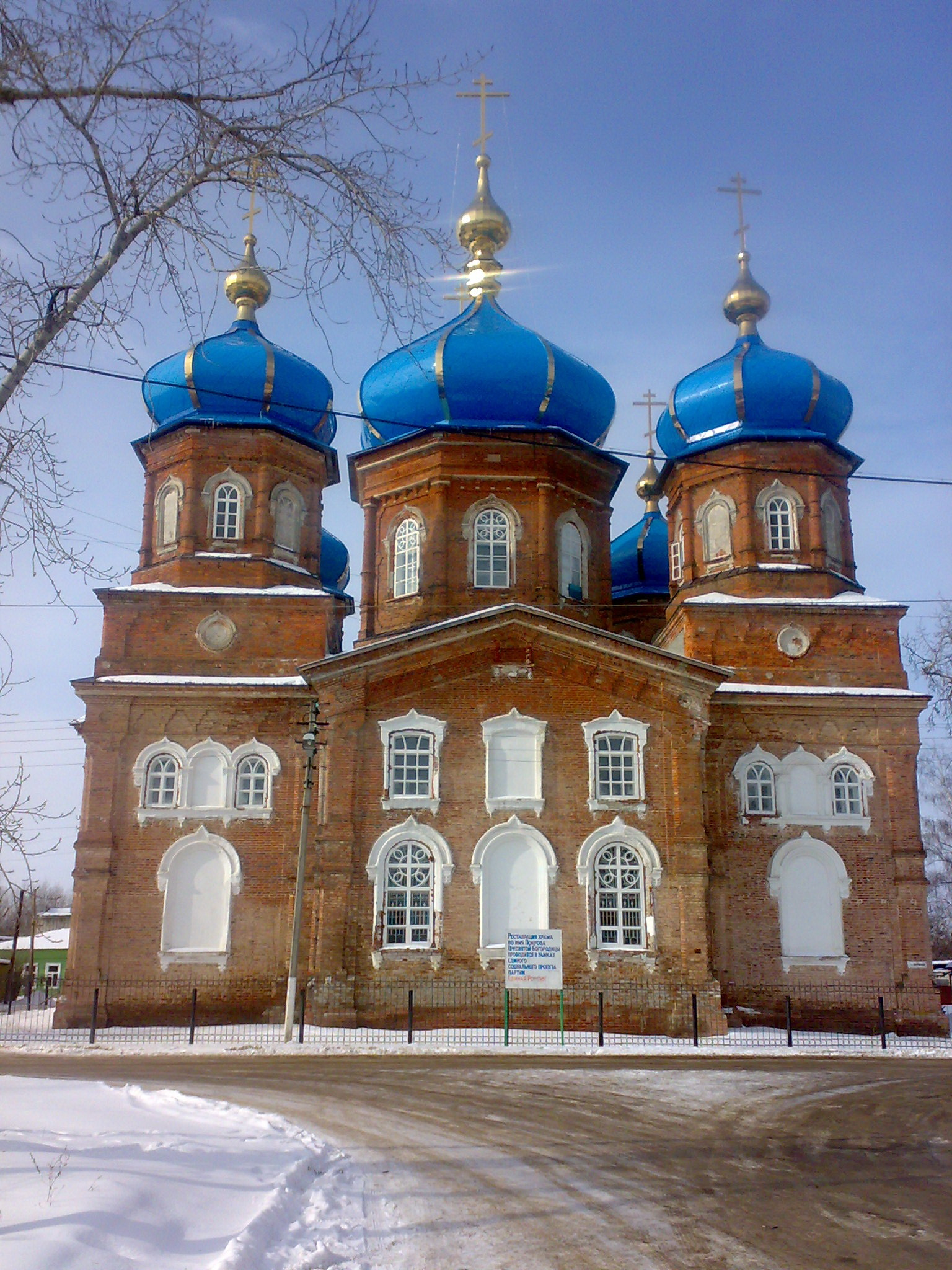
Церква Покрови Пресвятої Богородиці

Архітектурний вигляд та історичний колорит місту надають побудовані понад 100 років тому церква в ім'я ікони Казанської Пресвятої Богородиці (1871), церква Покрови Пресвятої Богородиці, садиба Устінова, будівля лікарні, вокзалу, пожежної частини, міської адміністрації (колишня жіноча гімназія), будівля районного Будинку культури (1888), Духовне училище (нині середня школа), які досі знаходяться в доброму стані і охороняються законом як пам'ятки архітектури XIX століття.

## Відомі люди
У місті народився Володимир Дроздов — український історик-музеєзнавець.